# Bolívar (Antioquia)
Pour les articles homonymes, voir Bolívar.
Bolívar (ou Ciudad Bolívar) est une municipalité située dans le département d'Antioquia, en Colombie.

## Histoire
Bien que n'ayant pu être datée précisément, on peut situer la fondation de la ville entre 1839 et 1853.

## Personnalités liées à la municipalité
- Carlos Betancur (né en 1989) : coureur cycliste né à Bolívar.
- Julián Arredondo (né en 1988) : coureur cycliste né à Bolívar.